# عطيرت
عطيرت (بالعبرية: עטרת) مستوطنة مجتمعية إسرائيلية، أقيمت شمال محافظة رام الله والبيرة وسط الضفة الغربية، وتقع إداريًا ضمن اختصاص مجلس ماتي بنيامين الإقليمي.

## التسمية
سميت المستوطنة بالبداية «نفي تسوف»، ولاحقًا سميت عطيرت نسبةً إلى عطيرت القديمة في جبل «إفرايم» قرب قرية عطارة الفلسطينية شمال مدينة رام الله.

## التاريخ
أسست مجموعة بقيادة تسفي حلاميش مستوطنة عطيرت في أغسطس 1981، على أراضٍ ترتفع نحو 760 مترًا عن سطح البحر إلى الشمال من مدينة رام الله.
وفقًا لمعهد الأبحاث التطبيقية - القدس، فإن السلطات الإسرائيلية استولت على أراض من ثلاث قرى لإقامة عطيرت وهي:
- عطارة – 163 دونمًا.[5]
- أم صفا – 186 دونمًا.[6]
- عجول – 363 دونمًا.[7]

## السكان
بلغ عدد سكانها في عام 1997 حوالي 260 مستوطنًا. فيما بلغ عام 2013 نحو 810 مستوطنًا. وفي عام 2018، بلغ عدد سكانها نحو 913 مستوطنًا.

## الجانب القانوني
يعتبر المجتمع الدولي المستوطنات الإسرائيلية في الضفة الغربية غير قانونية بموجب القانون الدولي، لكن الحكومة الإسرائيلية تعارض ذلك.